# Серіалізм
Серіалі́зм — напрям у музиці, пов'язаний із так званою серіальною технікою, що має свої джерела в додекафонії та серійній техніці.
У теорії музики прийнято таке розрізнення додекафонії, серійної та серіальної технік. В основі додекафонії лежить серія (тобто певна витримана послідовність з уникненням повторів) з 12 звуків хроматичної гами. На відміну від додекафонії, серійна техніка оперує серіями, що можуть складатися з будь-якої кількості звуків, як правило менше ніж 12 (оскільки більша кількість вимагатиме вельми проблематичне для реалізації застосування мікрохроматики). Таким чином додекафонія є окремим випадком серійної техніки.
У серіальній техніці, на відміну від серійної, принцип серійності може поширюватися не тільки на звуковисотність, але й на динамічну, ритмічну, артикуляційну та тембральну сторони музичної мови. Таким чином серійна техніка є окремим випадком серіальної техніки. Техніка, в якій усі компоненти музичної мови детермінуються серією (тобто звуковисотність, динаміка, ритм, тембр, артикуляція), називається тотальним серіалізмом.
Зародження серіалізму пов'язують з ім'ям Антона Веберна, який у своїх творах намагався перенести досягнення додекафонії на тембральну («Пассакалія» ор.1, Симфонія ор.21), динаміко-артикуляційну (Варіації ор.27), ритмічну (варіації ор.30) сторони. Одна з перших серіальних спроб належить російському емігрантові Голишеву (струнне тріо, 1925 р.).
Послідовніше серіальна техніка відображена у творчості О. Мессіана (див. 4 ритмічні етюди для фортепіано, 1950), і, врешті набула свого класичного вигляду у творчості композиторів Дармштадтської школи в 50-их роках (П.Булез, К.Штокгаузен, Л. Ноно). Пізніше композитори-серіалісти активно звертаються до електронних засобів програмування музики, які дають широкі можливості для точного програмування серій будь-якої складності. В 1960-х роках серіальну техніку використовували в окремих творах також композитори за межами Дармштадської школи, зокрема, в Польщі та СРСР — Альфред Шнітке, Едісон Денісов, Арво Пярт, однак значного поширення вона не дістала.
Невдовзі після своєї появи серіальна техніка стала об'єктом критики з боку багатьох музикантів. Серіалізм критикують за автоматизм процесу створення музики, хаотичність звукового результату, втрату слухового контролю композитора і його творчої індивідуальності. Я. Ксенакіс також звинувачував серіалізм у неприродній примітивності математичного апарату серіалізму. В окремих джерелах знаходимо такі визначення, як «повний параліч сил».
Розчарування в серіальній техніці відбувалося й у композиторів Дармштадтської школи. Дехто з них (наприклад, П. Булез) в окремих творах перейшли до алеаторики, що є повною протилежністю серіалізму. Натомість К. Штокгаузен на ґрунті серіалізму розробив власний метод — т. зв. формульну композицію.